# اندیس خنج
خنج یک اندیس مصالح ساختمانی است که در حوالی شهر بیاضه استان اصفهان قرار دارد و مادهٔ معدنی موجود در آن، سنگ تزئینی است.